# Hervé Le Bras
Hervé Le Bras é um demógrafo que leciona na École des hautes études en sciences sociales (EHESS), especialista em história social e demografia. Fez estudos comparativos entre a xenofobia e o racismo. 